# Tomba della Montagnola

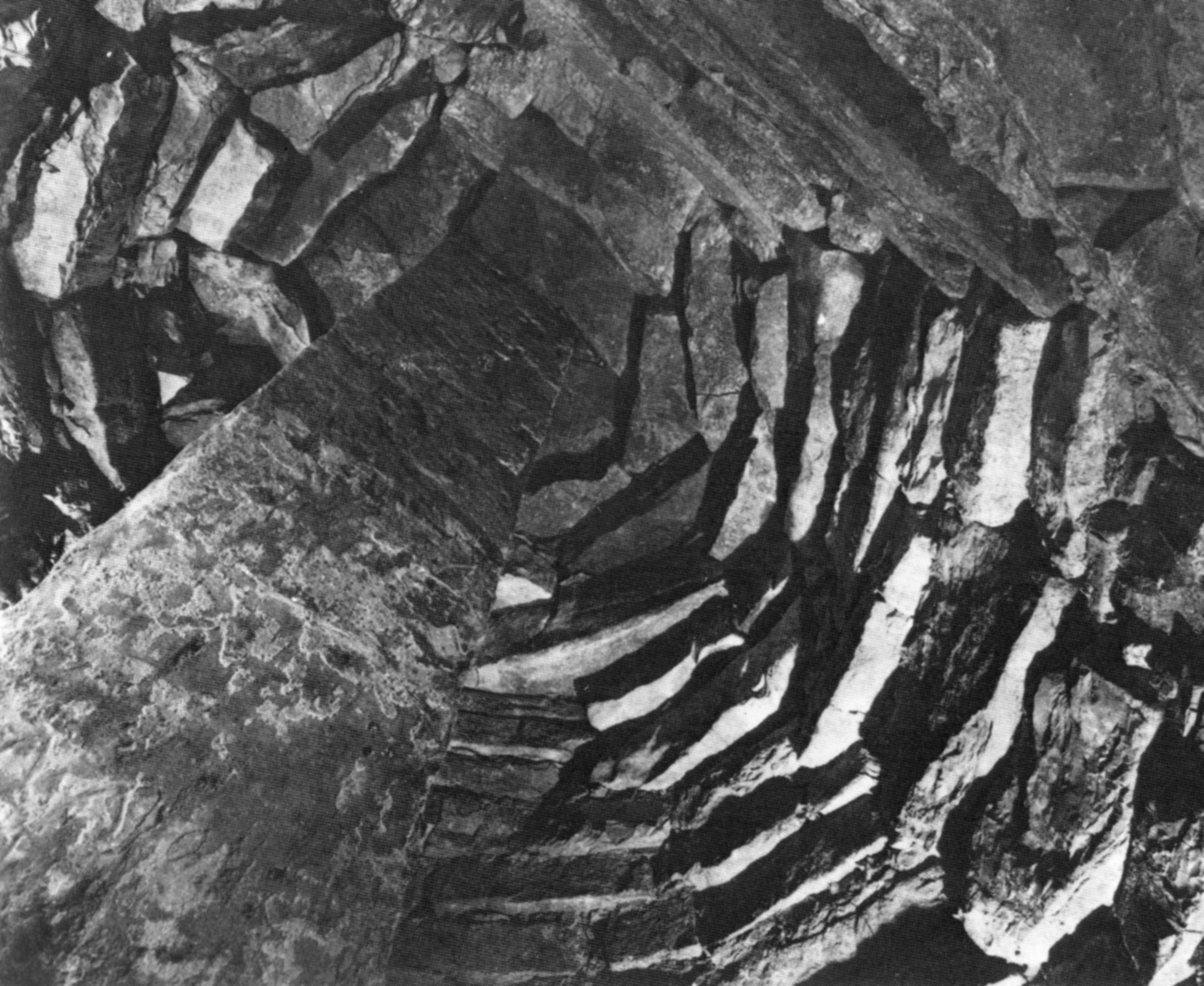
L'interno del tumulo

La tomba della Montagnola si trova in via Fratelli Rosselli 95, all'interno del parco di una villa privata, a Sesto Fiorentino (FI). Si tratta di una tomba a thòlos (falsa cupola) risalente all'ultimo quarto del VII secolo a.C., in ottimo stato di conservazione.

## Storia e descrizione
Fu scoperta nel 1959 e si ricollega a una serie di tombe etrusche gentilizie abbastanza diffuse nella zona del medio corso dell'Arno, detta appunto Etruria delle Tholoi.
È costituita da un dromos esterno scoperto e da uno interno coperto da un tumulo di circa 70 metri di diametro, tra i più grandiosi dell'Etruria settentrionale, che porta a un vestibolo a pianta rettangolare che è affiancato da due cellette laterali, una per lato. Il dromos è appoggiato su un tamburo composto da lastre di calcare, in particolare di arenaria e alberese. Vi si accede da quattro ampi gradini discendenti e, nel fondo, una porta architravata con blocchi monolitici. Le celle hanno portali trilitici che si aprono a metà dei due fianchi del vestibolo. Il vestibolo e le celle sono coperti con lastre sporgenti per una forma a doppio spiovente.
Un passaggio stretto e lungo porta alla camera sepolcrale a tholos, che presenta pareti perpendicolari alte circa tre metri ed è sormontata da una falsa cupola di circa 5 metri di diametro, con pietre appoggiate via via più sporgenti e sorrette da un solido pilastro centrale rastremato a base quadrata, in tufo calcareo. In più punti sono state rinvenute tracce di intonaco colorato (rosso e azzurro), con resti di graffiti e iscrizioni.
I pochi reperti ritrovati negli scavi si trovano oggi al Museo Archeologico Nazionale di Firenze.
La tecnica della tholos era conosciuta in tutta l'area del Mediterraneo orientale, come testimonia per esempio il celebre tesoro di Atreo presso Micene in Grecia. Sebbene non raggiunga le dimensioni delle tombe micenee, si tratta, con la vicina tomba della Mula, di una delle meglio conservate "cupole" pre-romane conosciute in area italica.